# Bán có hướng dẫn
Bán hàng có hướng dẫn là một quy trình giúp người mua tiềm năng lựa chọn sản phẩm hoặc dịch vụ phù hợp nhất với nhu cầu của họ, đồng thời khuyến khích họ thực hiện hành động mua. Phương pháp này hỗ trợ các nhà cung cấp, bao gồm thương hiệu và nhà bán lẻ, hướng dẫn khách hàng đến quyết định mua hàng, góp phần tăng tỷ lệ chuyển đổi.
Quy trình bán hàng có hướng dẫn đơn giản hóa và tự động hóa việc duy trì, triển khai kiến thức cần thiết để phân tích nhu cầu khách hàng, xác định giải pháp và đề xuất các phương án phù hợp. Các đề xuất này bao gồm những thông tin cần thiết về sản phẩm, bao gồm tính năng, giá cả, nội dung mô tả, hình ảnh minh họa và bố cục. Ngoài ra, các thông tin kỹ thuật của sản phẩm và dịch vụ, như nguyên liệu và quy trình sản xuất giúp khách hàng dễ dàng lựa chọn.

## Quy trình và thực tế
Bán hàng có hướng dẫn được đưa vào thực tế với một hệ thống thông tin hỗ trợ quản lý trung tâm và duy trì kiến thức; hơn nữa, hệ thống hỗ trợ việc sử dụng kiến thức này bởi các dịch vụ web như tư vấn sản phẩm trực tuyến, khách hàng, đại lý và đại diện bán hàng. Kiến thức như vậy được lưu trữ trong các mô hình tri thức ngữ nghĩa; các mô hình này được tương tác với các câu hỏi và giải thích cho / tùy chọn phản hồi cho các khuyến nghị sản phẩm. Các kiến thức được lưu trữ có liên quan đến các khía cạnh chức năng, thương mại và kỹ thuật của nhu cầu của khách hàng và các giải pháp khả thi. Các chức năng đề xuất cụ thể của bán hàng có hướng dẫn là hệ thống giới thiệu, cố vấn sản phẩm, cấu hình sản phẩm, tính toán kỹ thuật, tính toán thương mại và tạo tài liệu.
Các giải pháp bán hướng dẫn được áp dụng trong các trường hợp sử dụng sau:
- Trang web của cửa hàng trực tuyến, trang web của nhà sản xuất sản phẩm và nhà cung cấp dịch vụ. Các giải pháp bán có hướng dẫn được sử dụng để phân tích các yêu cầu của người dùng và tạo các đề xuất mua để đảm bảo người mua sắm trực tuyến tìm thấy sản phẩm phù hợp nhất với nhu cầu của họ
- Ứng dụng kiosk, giải pháp trung tâm cuộc gọi và thiết bị tại cửa hàng trong các cửa hàng thương mại chuyên biệt. Mục tiêu là để giúp người mua tiềm năng và/hoặc đại diện bán hàng hoặc đại lý dịch vụ hướng dẫn hiệu quả thông qua quá trình lựa chọn và mua sản phẩm.

Việc bán có hướng dẫn không giải quyết các vấn đề quyết định nội bộ, riêng tư, ngoại tuyến hoặc hậu trường mà người mua phải giải quyết trước khi họ sẵn sàng đưa ra lựa chọn giải pháp.

## Mục tiêu và phương pháp tiếp cận
Mục tiêu của các giải pháp bán hàng có hướng dẫn là mang đến các nhu cầu và sản phẩm hoặc dịch vụ của người mua tiềm năng đáp ứng nhu cầu của mình để tạo điều kiện cho các quyết định mua hàng. Hệ thống bán hàng có hướng dẫn đặt câu hỏi và cung cấp các tùy chọn trả lời giúp người mua sắm trực tuyến tìm hiểu và xác định nhu cầu của mình, ngay cả đối với các giải pháp kỹ thuật và phức tạp. Đồng thời, nhà cung cấp hiểu từng bước nhu cầu khách hàng tinh tế. Hệ thống bán hàng có hướng dẫn tăng trải nghiệm mua sắm và khả năng sử dụng của trang web vì chúng thường cung cấp quyền truy cập tốt hơn vào loại sản phẩm hơn so với hệ thống lọc hoặc tìm kiếm văn bản miễn phí.

## Quy trình bán hàng có hướng dẫn
Các hệ thống bán hàng có hướng dẫn đã thực hiện quy trình bán hàng có hướng dẫn sau để tư vấn, thuyết phục và bán (dựa trên động lực nhu cầu / giải pháp):
- Hiểu nhu cầu của khách hàng: Khách hàng tiềm năng được yêu cầu cho nhu cầu mua của mình. Các đặc điểm sản phẩm có liên quan đến quyết định mua hàng được giải thích. Vì hệ thống bán hàng được hướng dẫn giải thích các thuộc tính sản phẩm và các trường hợp sử dụng, người mua được kích hoạt để thể hiện nhu cầu của họ, tinh chỉnh nhu cầu hiện tại và khám phá các nhu cầu mới. Giúp khách hàng hiểu nhu cầu của mình và sau đó thực sự hiểu các thuộc tính quan trọng đối với anh ta là chìa khóa để tính toán các khuyến nghị sản phẩm phù hợp với yêu cầu của khách hàng.
- Phân tích nhu cầu của khách hàng: Người tiêu dùng thường có thể bày tỏ mong muốn mua hàng, nhưng không thể cung cấp thông số kỹ thuật - người tiêu dùng biết cách họ muốn sử dụng sản phẩm, nhưng không cần yêu cầu kỹ thuật chính xác nào. Do đó, hệ thống bán hàng có hướng dẫn có thể dịch những mong muốn mua được thể hiện bằng ngôn ngữ của người tiêu dùng (ví dụ: "Tôi cần sổ tay kinh doanh") hoặc các thuộc tính sản phẩm phi kỹ thuật ("bộ xử lý nhanh") trong thông số kỹ thuật của sản phẩm loại bộ xử lý, kích thước đĩa cứng, hệ điều hành, kích thước RAM).
- Đề xuất sản phẩm: Các thông số kỹ thuật của sản phẩm được suy ra từ nhu cầu của khách hàng cần phải được khớp trên tờ thông tin về các sản phẩm sẵn có. Để tính toán các khuyến nghị sản phẩm có giá trị, không đủ để lọc ra các sản phẩm chỉ đáp ứng các yêu cầu được người dùng thể hiện. Tuy nhiên, tất cả các thuộc tính sản phẩm có liên quan cần được đánh giá và khớp với các yêu cầu của người dùng. Các thuộc tính sản phẩm luôn mang lại lợi ích (ví dụ: tuổi thọ pin dài hơn) cần phải được xử lý tương ứng. Nếu không có sản phẩm nào đáp ứng tất cả các yêu cầu, hệ thống bán hàng được hướng dẫn cần phải tính toán các lựa chọn thay thế gần với các yêu cầu thực tế.
- Cung cấp các lý do tại sao phải mua hàng và thuyết phục khách hàng: Mục tiêu của hệ thống bán hàng có hướng dẫn là tư vấn khách hàng tiềm năng một cách khách quan, tạo niềm tin trong các khuyến nghị sản phẩm và các sản phẩm được cung cấp và biến khách hàng tiềm năng thành người mua. Vì vậy, mỗi khuyến cáo sản phẩm cần phải được giải thích bằng cách sử dụng một công cụ lý luận và những ưu điểm / nhược điểm của mỗi khuyến nghị cần được hiển thị.

## Yêu cầu công nghệ
Các giải pháp bán có hướng dẫn là các hệ thống phần mềm. Phần mềm bán có hướng dẫn cho phép mô phỏng một hộp thoại để tìm hiểu nhu cầu của người mua. Công nghệ phù hợp sau đó ánh xạ nhu cầu về chi tiết sản phẩm kỹ thuật và khớp với hồ sơ của người mua với các sản phẩm có sẵn. Các hệ thống bán hàng có hướng dẫn là một loại hệ thống Khuyến nghị. Ngoài tính năng lọc cộng tác để tính toán các đề xuất dựa trên dữ liệu lịch sử (ví dụ: dữ liệu sử dụng trang web như "người dùng đã xem sản phẩm này cũng đã xem các sản phẩm khác"), hệ thống bán có hướng dẫn thay vì phân tích đầu vào của người dùng cá nhân để tính toán các đề xuất đáp ứng tốt nhất nhu cầu cá nhân của mình. Do đó, các hệ thống bán hàng có hướng dẫn yêu cầu thông tin sản phẩm (tờ thông tin). Mục tiêu của phương pháp này là tính toán các khuyến nghị khách quan dựa trên nhu cầu của từng cá nhân.

## Ranh giới
Các hệ thống bán hàng có hướng dẫn khác với các hệ thống Khuyến nghị theo cách người giới thiệu thống kê tính toán các khuyến nghị dựa trên dữ liệu sử dụng thay vì đầu vào của người dùng thực tế vào bảng câu hỏi. Lợi thế của việc bán hướng dẫn cho hệ thống giới thiệu là một đề xuất sản phẩm được tính toán khách quan và tư vấn sản phẩm dựa trên nhu cầu thường có chất lượng cao hơn các sản phẩm được đề xuất bởi hệ thống giới thiệu. Hạn chế là các hệ thống bán hàng có hướng dẫn cần kiến thức về tên miền cụ thể trong khi các hệ thống giới thiệu (ít nhất là bộ lọc cộng tác) có thể hoạt động trên tất cả các loại sản phẩm, ví dụ: một trang web.